# インベスティゲーター礁

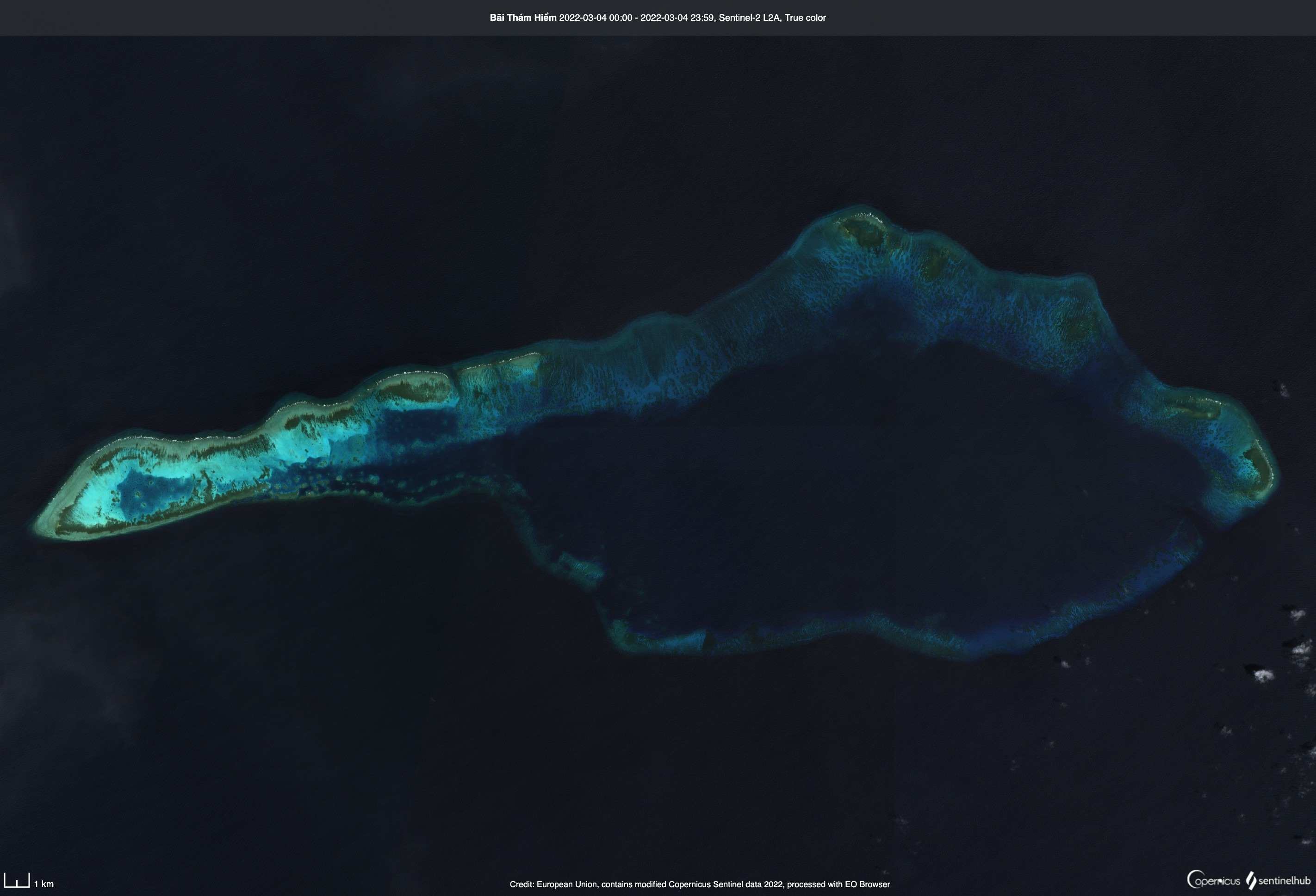
インベスティゲーター礁

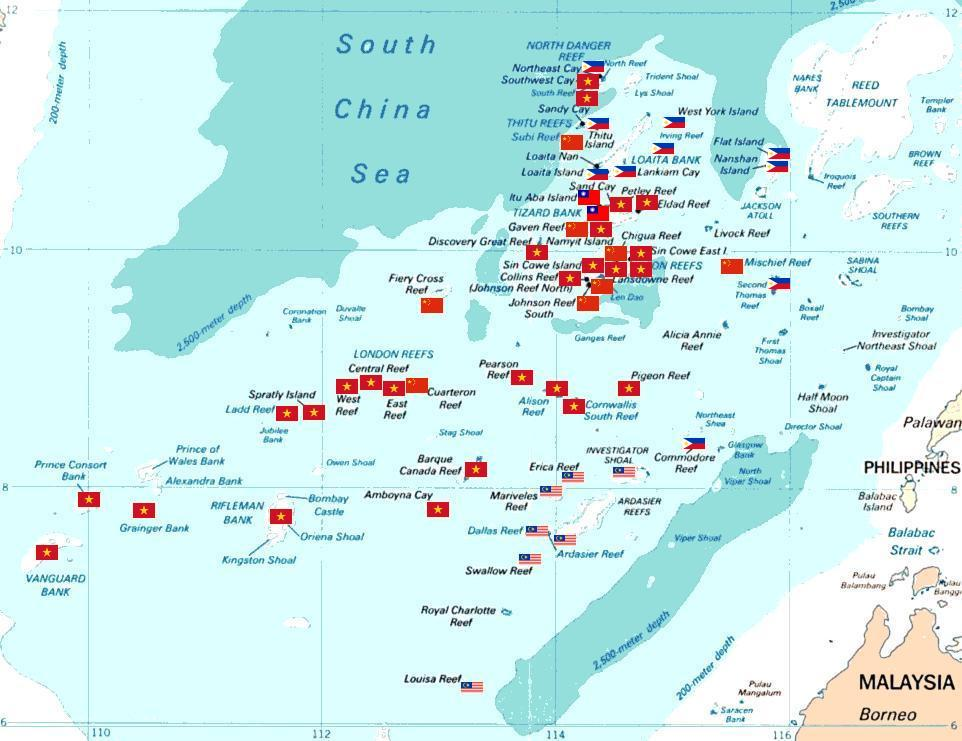
南沙諸島の実効支配状況

インベスティゲーター礁（インベスティゲーターしょう、英語: Investigator Shoal、中国語: 楡亜暗沙、マレー語: Terumbu Peninjau、タガログ語: Pawikan、ベトナム語: Bãi Thám Hiểm／𡓁探險）は、南沙諸島（スプラトリー諸島）にある環礁である。

## 地理
アーデェイジアー礁の北東にあり、エリカ礁から約20海里離れている。環礁は不連続で、東西の長さは34km。この環礁には、複数のサンゴ礁が含まれる。中国名で「暗沙」とされているように、桜美林大学教授の佐藤考一は「インベスティゲーター砂州」という名称を用いている。

## 領有を巡る状況
1999年6月にマレーシア海軍がエリカ礁とともに建造物を構築して兵員を駐在させており、以来、マレーシアが実効支配している。一方、中華人民共和国、中華民国（台湾）、フィリピン、ベトナムも主権を主張している。